# Seregno FBC
Il Seregno FBC, anche noto come Seregno, è una società calcistica di Seregno, in provincia di Monza e della Brianza. Milita in Eccellenza, quinta serie del campionato italiano. 
Fondato nel 1913 con il nome di Seregno Foot-Ball Club, nel corso degli anni è stato più volte ridenominato. Nel 2024, in seguito alla dichiarazione d'inattività da parte della FIGC e alla conseguente perdita del titolo sportivo, il club è stato rifondato con la denominazione attuale al termine di una gara pubblica bandita dal Comune di Seregno per l'individuazione della nuova compagine societaria. 
Il club brianzolo si riconosce storicamente nel colore azzurro, e vanta quale maggior successo otto partecipazioni al secondo livello del campionato italiano, delle quali tre in Serie B a girone unico. Per la squadra hanno inoltre militato grandi nomi del calcio italiano, tra cui Aldo Boffi e Luigi Maldera.

## Storia

### Gli esordi e la Grande Guerra

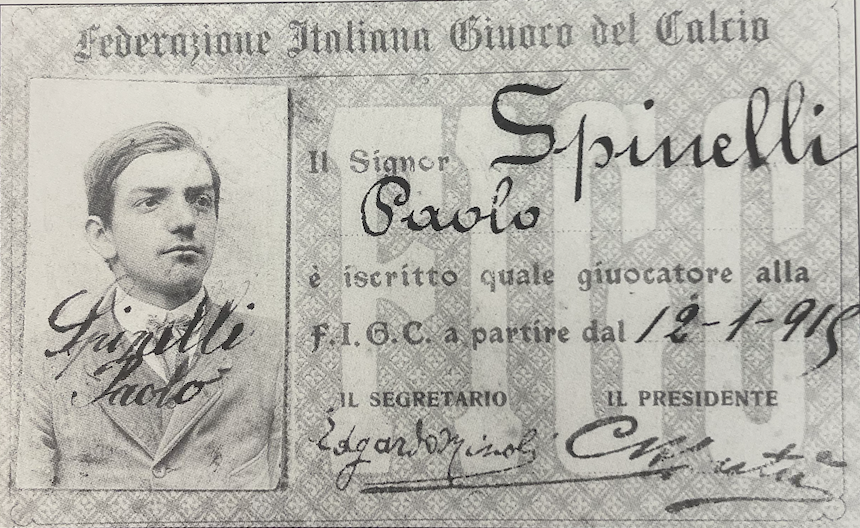
La più antica tessera d'iscrizione alla FIGC di un giocatore del Seregno FBC: è il mediano Spinelli.

Sebbene sappiamo che nella cittadina brianzola si iniziò a giocare a calcio almeno dal 1911, solo nell’estate del 1913 una ventina di appassionati, tra cui anche impiegati, studenti, e operai, fondarono il Seregno Foot Ball Club. L’obiettivo principale era uno: competere con i vicini di casa della Pro Lissone, guardata spesso con invidia dai vicini seregnesi. Un’invidia, questa, che fin da subito alimentò un tifo accesissimo in città. 

Dopo le prime difficoltà dovute alla ricerca di un posto dove giocare, giocatori e dirigenti individuarono e adattarono alla meno peggio un campo in via Correnti. Si trattava di un campo molto rudimentale, con una sola tribuna di legno e qualche gradino di cemento su cui i tifosi potevano vedere le partite. Già alla fine del 1913 però il Seregno vinse, sorprendendo, la Coppa Besana, battendo il Carate 2-1 in una finale molto movimentata.

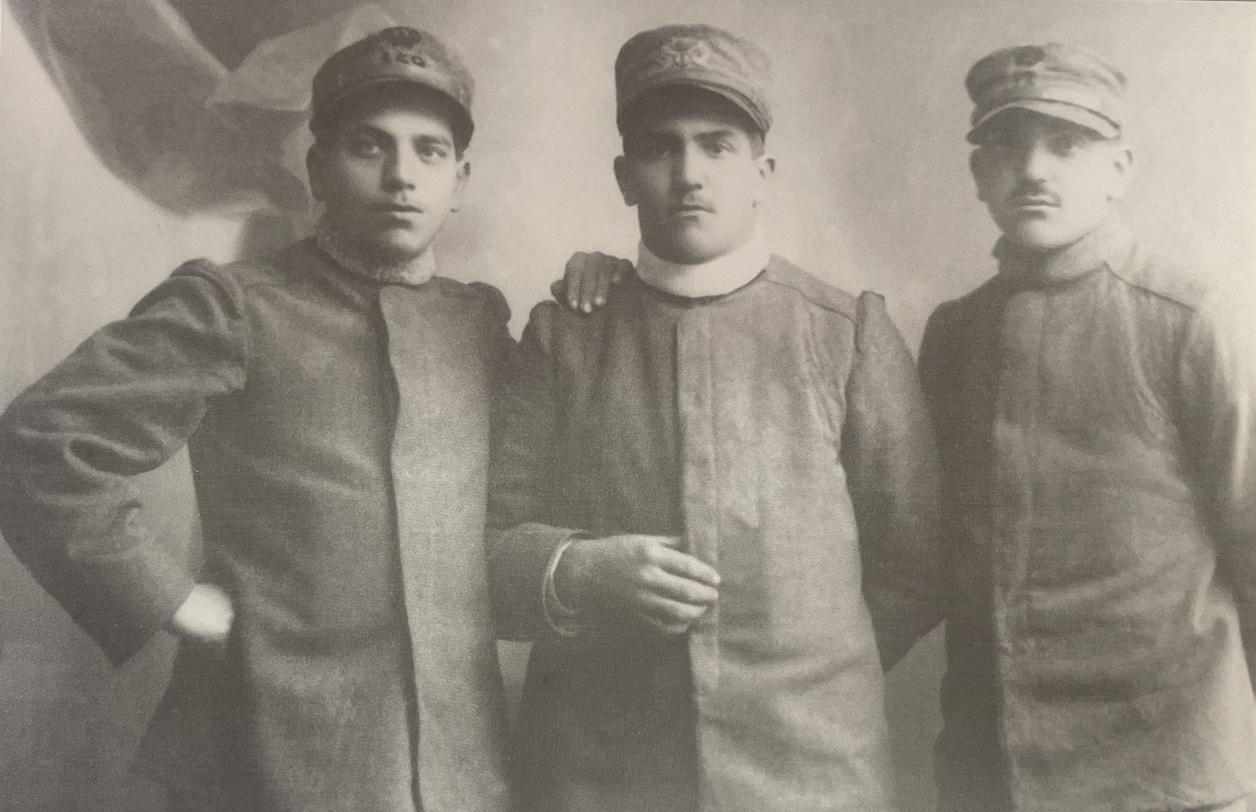
Addio al calcio: i fratelli Paolo, Giovanni e Filippo Spinelli al fronte

La Prima Guerra Mondiale fermò per 4 anni le attività del club brianzolo, con numerosi suoi giocatori che andarono a combattere sul fronte. In questi anni difficili, il club fu guidato dal presidente Giuseppe Silva, che per tutto il periodo bellico si concentrò sulla formazione di un settore giovanile quale vivaio per la, allora inesistente, prima squadra.

### Il primo dopoguerra e i primi successi
All’inizio degli anni '20 i vertici del club brianzolo cambiarono. Sotto la terna formata dal Presidente Alessandro Silva, Angelo Mazza e Umberto Trabattoni, il calcio seregnese vide i primi grandi investimenti, e, di conseguenza, le prime grandi ambizioni. Ma questa nuova epoca del calcio a Seregno iniziò con una grande delusione, poiché la stagione 1921-1922 finì con una sconfitta nella finale del campionato di Promozione.
Nel 1922 la squadra è inserita dal Compromesso Colombo in Terza Divisione e divenne presidente il commendatore Umberto Trabattoni. Con lui, tra 1923 e 1928, il Seregno passò dalla Promozione alla Prima Divisione, sotto la guida dello storico capitano Giuseppe Mandelli.

Nel 1929, per motivi personali Umberto Trabattoni lasciò il ruolo di Presidente ad Angelo Mazza, ma il club continuò il suo grande momento di forma. Uscita ormai dall’anonimato, all’inizio degli anni ’30 la squadra tentò due volte di andare in Serie B, senza riuscirci. Nonostante i tanti cambiamenti ai vertici della società, ormai il Seregno si era affermato come una squadra forte e solida nel panorama nazionale. 

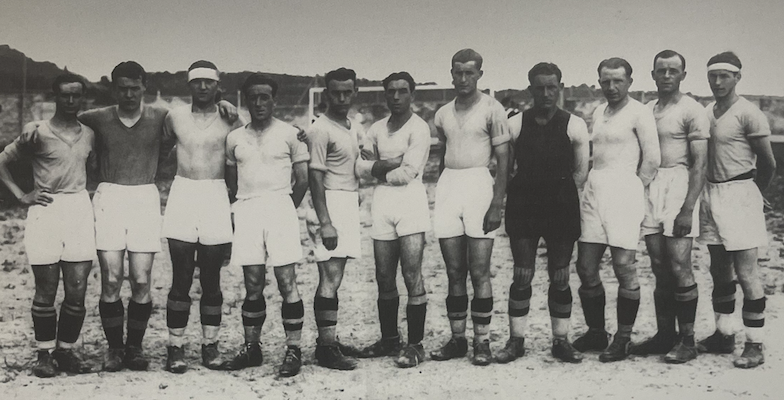
La prima formazione del Seregno in Serie B nella stagione 1933-34

Tali successi permisero all’FBC Seregno di essere promosso fra i cadetti grazie a un disposto della Federazione, che aveva allargato la partecipazione alla Serie B 1933-1934 a 26 squadre, suddivise in due gironi. 

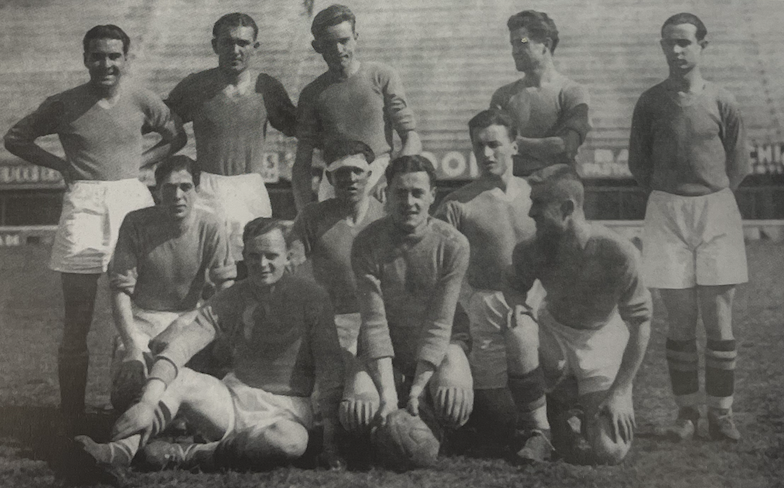
La formazione del Seregno nella Serie B 1934-35. Si può notare, terzo in piedi da sinistra, un giovanissimo Aldo Boffi.

Le prime partite del Seregno in Serie B sono vissute con grande passione dalla città brianzola. Scendono a Seregno grandi squadre, come il Genoa, la Sampierdarenese (futura Sampdoria), il Casale o il Catania. Proprio la partita con il Catania, durante la quale un carabiniere e un guardalinee vennero feriti, ci dimostra quanto acceso fosse il tifo seregnese di quegli anni. Come scrisse “La Domenica Sportiva” nel 1933, “a Seregno l’ambiente calcistico si è rinnovato”. Queste prime stagioni in B del Seregno videro crescere grandi giocatori, tra cui il più famoso fu Aldo Boffi, che nel 1936 sarebbe poi passato al Milan, squadra con cui avrebbe giocato 194 incontri e marcato 136 reti (quinto primatista di gol segnati nella storia del club).
Con l’ennesima ristrutturazione della Serie B, che passò da due gironi al girone unico nella stagione 1934-35, l’FBC Seregno venne retrocesso in Serie C.
A partire dal 1935, il Seregno disputò le sue partite presso il nuovo stadio Ferruccio, che fin da subito avrebbe ospitato anche la Nazionale. Nella sua nuova casa calcistica, il club brianzolo partecipò alle prime cinque edizioni della nuova Serie C, arrivando vicinissimo alla promozione in B nel campionato 1939-40. 

### Il secondo dopoguerra e gli anni d’oro

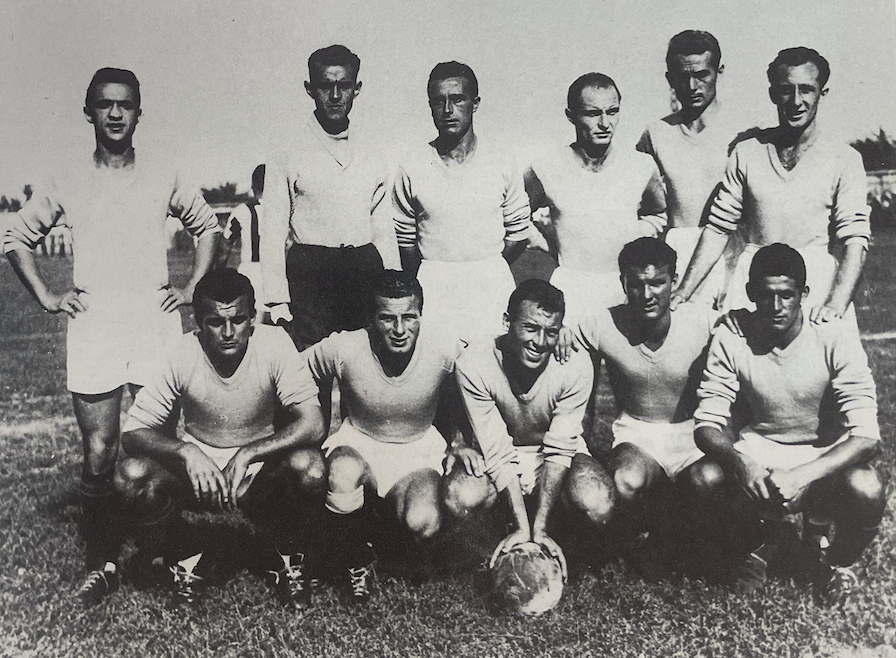
La squadra del Seregno nella stagione 1946-1947 in Serie B. Da sinistra: Pirovano, Mattioni, Erba, Canali, Boffi, Comi. Accosciati: Cestari, Gallanti, Bandirali, Lorini, Galliani II

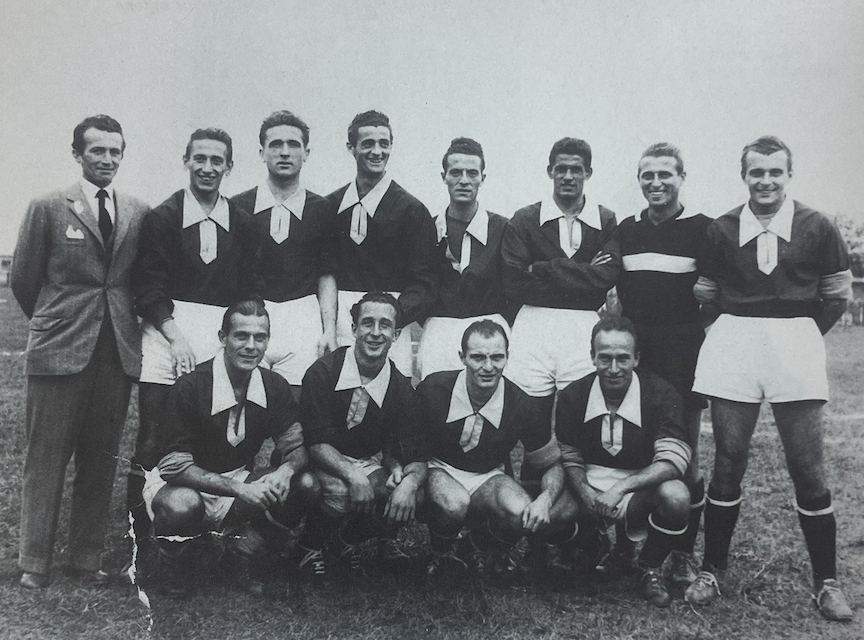
Il Seregno della Serie B 1945-1946

Dopo il ritorno alla pace nel 1945, il Seregno venne mandato in Serie B e arrivò vicinissimo alla Serie A facendo un grande girone d’andata nel Campionato di Alta Italia misto B-C, vinto poi dall’Alessandria. Per la stagione 1946-467 in Serie B, il Seregno costruì forse la sua squadra più forte di sempre. Torna Aldo Boffi dall’Atalanta, e arrivano come mezzali Gino Gallanti dal Napoli e Mario Bandirali dal Milan. Fu la migliore stagione della storia del Seregno, che si posizionò terzo in classifica, mentre Boffi arrivò primo nella classifica dei cannonieri con 32 gol. 
Il Seregno rimase in B per altre due stagioni, retrocedendo quando la Seconda Serie divenne a girone unico nel 1949. Durante la stagione 1949-50 in Serie C il Seregno ne approfittò per lanciare i suoi giovani calciatori, tra cui Bugatti, futuro portiere di Spal e Inter, o il ventenne Emilio Lavezzari, mediano cresciuto nelle giovanili del Seregno, che venne poi acquistato dal Milan e disputò da titolare la successiva stagione con i rossoneri, a supporto del trio Gren, Nordahl e Liedholm. Nel 1949-50 il Seregno si classificò al primo posto, a pari merito con il Mortara: si sarebbe dovuto disputare uno spareggio promozione tra le due squadre, cui il Mortara rinunciò dando via libera alla promozione del Seregno in B.
Dopo 67 gol subiti in una stagione molto difficile per gli Azzurri brianzoli, la stagione 1950-51 si concluse con la retrocessione in C: da questo momento in poi il Seregno non sarebbe più tornato in Serie B.

### Dai difficili anni ’50 al ritorno in C del ’69
Dopo la retrocessione del 1951, iniziò un periodo molto difficile per il calcio seregnese. Il club brianzolo nel giro di due stagioni retrocesse due volte di fila, galleggiando tra la Promozione e la Serie D per i successivi 15 anni.
Le basi per la rinascita del Seregno sono poste con la presidenza di Ferruccio Busini, figlio del già celebre Antonio, ex calciatore che aveva militato persino in Nazionale. Guidato da Busini, Barzaghi e Pezzetti, il Seregno nel giro di tre stagioni, dal 1966 al 1969, passò dalla Promozione alla Serie C.
Grazie a una squadra molto solida, guidata, fra gli altri, da Aldo Silva, Giancarlo Ferrari e Poerio Mascella, il Seregno Calcio rimase in Serie C per più di 10 anni, e il Ferruccio tornò a riempirsi di tifosi. L’ultimo campionato del Seregno in terza serie fu quello della stagione 1977-78, alla fine della quale venne declassato nella neonata serie C2.

### Gli anni bui: dalla mancata promozione al primo fallimento
Il Seregno rimase in C2 dal 1978 al 1982, quando venne retrocesso nel Campionato Interregionale dopo essere arrivato 17º nel girone. 
Il colpo più duro della storia del club brianzolo arrivò alla fine della stagione 1983-84. Il Seregno era rimasto 29 giornate su 30 in vetta alla classifica del girone, ma alla fine della stagione si trovò costretto ad affrontare uno spareggio per la promozione in C2 con la squadra con cui si era contesa la vetta, il Virescit Boccaleone. Lo spareggio si svolse a Lodi il 20 maggio 1984 e il Seregno perse 2-0 con due gol segnati alla fine del secondo tempo supplementare, di fronte a 1500 dei suoi tifosi.
Nel maggio 1991 la società venne ceduta alla “Fin Management”, di cui era capo cordata Daniele Bizzozzero, che venne però arrestato nell’estate 1992 per frode fiscale. La quote societarie passarono a Giuseppe d’Antuono, che nel maggio del ’93 fu arrestato dai carabinieri di Cinisello Balsamo all’ingresso dello stadio seregnese per emissione di assegni senza autorizzazione. La stagione 1993-1994 è la più difficile: il Ferruccio venne dichiarato inagibile dal commissario che governava provvisoriamente Seregno, e il Seregno FBC fu costretto a cambiare più volte campo di gioco. 
Alla fine del 1995, dopo una stagione conclusasi con la retrocessione in Eccellenza, il Seregno FBC si sciolse definitivamente. Il titolo sportivo del campionato di eccellenza venne ceduto alla Vis Nova di Giussano. Fino al volgere del nuovo secolo, il calcio agonistico non tonerà più a Seregno.
Nonostante il fallimento del club brianzolo, l’ex settore giovanile del Seregno riuscì a sopravvivere. Nel 1994 venne costituito grazie a Luigi Cappelletti il “Seregno Campo Base”, che l’anno successivo si trasformò nel “Giovane Calcio Seregno”. Come allenatore dell’ormai indipendente under 21 venne chiamato persino l’ex azzurro Gino Maldera.

### Il “Nuovo Seregno” degli anni 2000
Nella stagione 1995-1996, in terza categoria, militò il neonato “Nuovo Seregno”, che l’anno successivo cambiò denominazione in “FBC Seregno”. L’avventura in terza categoria durò solo un anno, dopo il quale per il nuovo Seregno rimase solo il settore giovanile.
La grande svolta arrivò nel 1999 grazie a Paolo Barzaghi, che già negli anni ’70, in coppia con Busini, aveva riportato gli Azzurri in Serie C. Per la stagione 1999-2000 Barzaghi era riuscito infatti ad accordarsi con il presidente della Lecchese-Pescarenico per l’acquisizione del titolo di eccellenza regionale. 
La stagione 1999-2000 è già un grande successo. Sotto la presidenza di Giangerolamo Barzaghi, figlio di Paolo ed ex azzurro, il Seregno riuscì subito a tornare in Serie D.
Negli anni successivi il Seregno si propone spesso come pretendente al ritorno tra i professionisti, salvo occasionali fallimenti (nel 2011-2012 la salvezza viene conseguita solo ai playout); nel 2015 il club chiede apertamente il ripescaggio al campionato di Lega Pro, ma la domanda (presentata senza poter contare su un piazzamento di rilievo nella stagione precedente) viene respinta però dalla FIGC prima e dal CONI poi. La permanenza in Serie D dura fino alla stagione 2020-2021, nella quale i brianzoli (rilevati nel 2019 dall'imprenditore Davide Erba) primeggiano nel girone B, vincendolo con una giornata d'anticipo e assicurandosi il ritorno al professionismo dopo trentanove anni di assenza.
Durante la stagione 2021-2022 la squadra passa di mano a una cordata capeggiata dal soggetto Big One Energy srl, nelle persone degli imprenditori Fabio Iurato e Giorgio Coviello, entrambi già impegnati nel calcio, rispettivamente titolari del Cerveteri e del Colleferro. La configurazione della nuova proprietà durerà meno di un anno, con l'uscita di scena di Coviello e la permanenza del solo Iurato.
La stagione 2022-23 è di grandi sofferenze per il club. Difficoltà amministrative e finanziarie causano tre punti di penalizzazione complessivi in occasione di due sanzioni comminate durante l’annata sportiva. Al termine di una stagione travagliata e segnata da inadempimenti contrattuali da parte della società, la squadra non riesce a evitare la lotteria del play-out contro il Breno. La gara decisiva si gioca allo Stadio Ferruccio in un contesto di tensioni e vibranti polemiche: i padroni di casa riescono a mantenere lo 0-0 dopo i supplementari salvando la categoria. Il 4 luglio 2023 la sezione prima del Consiglio di Garanzia del CONI, presieduta da Vito Branca, con relatore Angelo Maietta, accoglie tuttavia il ricorso del Breno contro il Seregno, reo di aver mandato sul terreno di gioco il difensore ivoriano Dramane Konaté, al quarto tesseramento nell’annata agonistica, e sancisce il punteggio di 3-0 a tavolino in favore degli ospiti con conseguente retrocessione in Eccellenza dei brianzoli.

### La rifondazione del 2024
Nel corso della difficoltosa stagione 2022-2023, nel mentre emergono i dissesti amministrativi e finanziari della società, i responsabili del Settore Giovanile del Seregno decidono di sganciare l'Attività di Base dalla società principale per salvaguardarne la continuità, dando vita a una nuova Associazione Sportiva Dilettantistica autonoma, denominata FBC Seregno per richiamare la più antica tradizione del club calcistico locale. Questa nuova realtà inizia a operare in modo indipendente, concentrandosi sulle categorie dei nati tra il 2011 e il 2016, nel mentre ancora il 1913 Seregno Calcio lotta nelle aule di tribunale in un susseguirsi di ricorsi per impugnare la sconfitta a tavolino che ha sancito la retrocessione in Eccellenza.
I ricorsi non portano gli esiti sperati dal 1913 Seregno Calcio: l'ultima spiaggia del TAR rigetta la richiesta della società di essere riammessa alla Serie D. Nel mentre, non viene perfezionata nemmeno l'iscrizione al campionato di Eccellenza, a causa della pendenza di emolumenti arretrati non corrisposti ai tesserati aventi diritto. La FIGC dichiara dunque la società inattiva, privandola del titolo sportivo, segnando la fine delle attività per il club e causandone lo scioglimento di fatto. Solo l'Attività di Base del Settore Giovanile viene salvata dalla diaspora, proseguendo sotto l'egida del neonato FBC Seregno A.S.D. e dimostrando anzi vivacità d'iniziativa.
All'inizio del 2024, il Comune di Seregno, in collaborazione con la FIGC, indice un Dialogo Competitivo con stringenti requisiti di partecipazione per individuare una nuova compagine in grado di rilanciare stabilmente il club attraverso l'assegnazione del titolo sportivo del Seregno (contestualmente alla concessione in gestione pluriennale del Centro Sportivo Seregnello e dello Stadio Ferruccio). Il bando viene vinto dal Contratto di Rete BE Seregno, una Rete di Imprese costituita dalla Portfolio S.R.L. e dalla Bifire S.P.A. con la partecipazione dell'Associazione Sportiva Dilettantistica FBC Seregno.
Nell'estate del 2024, a valle dell'aggiudicazione della gara pubblica, il Contratto di Rete BE Seregno costituisce la BE Seregno S.R.L. Società Benefit quale soggetto controllante della nuova iniziativa, con l'obiettivo di produrre benefici diffusi sul territorio in aggiunta all'attività caratteristica sportiva. La neonata holding acquisisce dal Comune di Seregno la concessione in gestione per 30 anni del Centro Sportivo Seregnello e dello Stadio Ferruccio, e dalla FIGC il titolo sportivo della squadra calcistica cittadina. La BE Seregno rifonda dunque il Seregno sotto proprio diretto controllo e sotto forma di Società Sportiva Dilettantistica a Responsabilità Limitata, riprendendo la tradizionale denominazione che aveva accompagnato gran parte della secolare storia del club: rinasce così il Seregno FBC. La squadra ottiene dalla FIGC il diritto di iscriversi in deroga al campionato di Promozione (in luogo della Terza Categoria), segnando l'inizio di una nuova era per il calcio a Seregno.

### La stagione della rinascita (2024/2025)
Durante la stagione 2024/2025 il Seregno viene inserito nel Girone B di Promozione. Fa un buon mercato prendendo giocatori da categorie superiori, ma la stagione inizia in modo molto deludente. La prima partita ufficiale della stagione, quella di Coppa Italia di Promozione contro la Colicoderviese, finisce 1-0 per gli avversari, che segnano al 91º minuto. Anche l'inizio di campionato non è facile: anche se i giocatori sono forti per la categoria, non si conoscono molto bene e la squadra manca di compattezza, tant'è che l'inizio di stagione è abbastanza altalenante. 
La squadra, però, è in crescita: già nel girone di andata dimostra di essere molto compatta nella fase difensiva e comincia a spostarsi nella zona playoff della classifica. Ma la vera svolta arriva al girone di andata: l'arrivo di nuovi giocatori e una maggiore coesione premiano il Seregno. Dal 9 febbraio 2025, il giorno della vittoria in trasferta contro il Cantù San Paolo, il Seregno FBC non perde più una partita e passa al secondo posto in classifica, recuperando progressivamente quasi tutti i dodici punti che lo distanziano dalla prima in classifica, il Vis Nova di Giussano. 
Il 24 marzo 2025 il Seregno FBC gioca la quintultima partita di campionato proprio a Giussano. È il primo match realmente importante della stagione e il Seregno vince 2-0, con un gol di Fabio Lucente (capocannoniere della stagione) e uno Simone Pontiggia (l'acquisto invernale più importante) e si porta a tre punti dal Vis Nova. Per la prima volta in stagione, il Seregno FBC diventa quindi un contendente per il primo posto nel girone, l'unico che garantisce una qualificazione diretta al campionato di Eccellenza. La giornata di campionato successiva aumenta le speranze dei seregnesi: il Vis Nova pareggia 0-0 con la Colicoderviese, mentre il Seregno continua la sua striscia di vittorie e si porta a meno due punti dal primo posto. Se il Vis Nova dovesse pareggiare un'altra partita e il Seregno vincerla, sarebbe quest'ultimo a passare in testa alla classifica. 

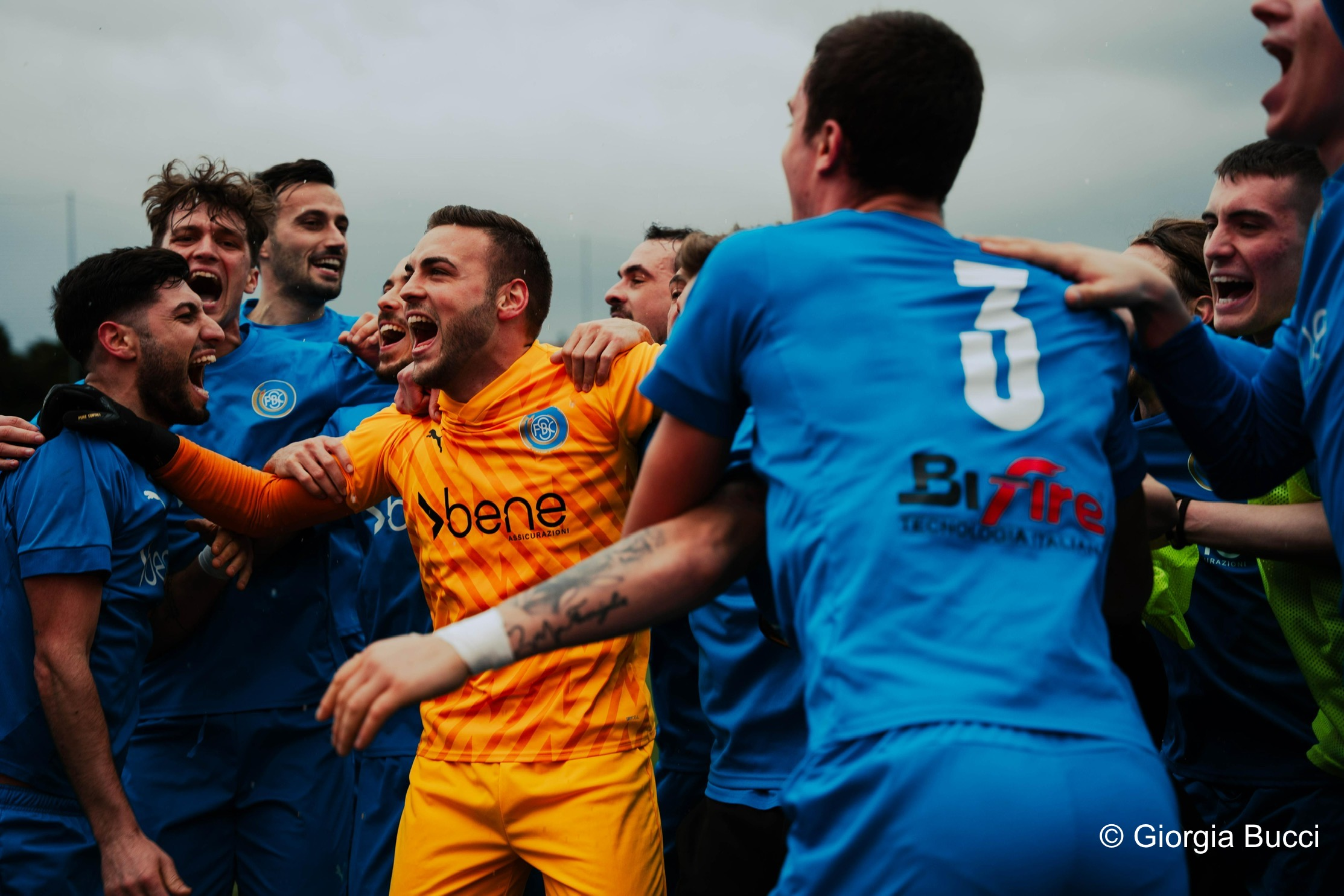
I festeggiamenti dei calciatori del Seregno dopo la vittoria contro il Vis Nova, a Giussano

All'alba dell'ultima giornata di campionato la situazione è ancora la stessa: il Seregno secondo, il Vis Nova primo, sempre distanziati da due punti. Gli Azzurri giocano in trasferta a Cavenago, e in pochissimo tempo si impongono sugli avversari; il Vis Nova invece gioca in casa contro l'A.C. Lissone, una delle squadre più forti del campionato. Al 90º minuto i brianzoli sono primi in classifica, dato che stanno vincendo 5-1 mentre i comaschi arrancano sullo 0-0. Tuttavia, proprio nei minuti di recupero il Vis Nova va in vantaggio con un ormai insperato gol di Redealli e vince infine la partita e il campionato. Per gli Azzurri è una delusione, ma solo parziale: in virtù del loro punteggio, si qualificano direttamente alla finale dei playoff di girone.
La sera del 17 maggio 2025 il Seregno gioca la finale contro lo Speranza Agrate, che aveva battuto il Lissone nella prima fase dei playoff. Di fronte a uno stadio Ferruccio stracolmo di gente, il Seregno vince 2-0, segnando entrambi i gol nel secondo tempo: il primo è dal capitano Papapicco, il secondo è di Pontiggia. È una vittoria storica per il Seregno FBC, che due anni prima aveva prima perso a tavolino un playoff di Serie D e poi era fallito del tutto. Allo stadio si festeggia persino con dei fuochi di artificio, dato che molti tifosi e giornali già danno la qualificazione in Eccellenza per scontata, nonostante il Seregno debba ancora giocare il terzo e ultimo turno dei playoff di Promozione. 
Ed effettivamente così avviene: nonostante arrivi terzo (su tre) nel girone 1 dei playoff di Promozione, il Seregno FBC viene ripescato in Eccellenza, in cui tornerà a giocare per la prima volta dalla stagione 2009-2010.
Nella stessa stagione anche il Settore Giovanile della squadra riporta un grande successo: il 16 marzo, con tre giornate di anticipo, il Seregno FBC Under 17 vince il Campionato Provinciale in virtù della sua vittoria per tre a zero contro l'A.C. Lissone Under 17.

## Colori e simboli

Stemma del comune di Seregno

### Colori
Sin dalla sua fondazione, il Seregno ha avuto come colore distintivo l'azzurro, sempre presente sulla prima maglia, mentre pantaloncini e calzettoni si sono sempre alternati tra versioni in azzurro e versioni in bianco. I colori secondari del Seregno a partire dalla rifondazione del 2024 sono il bianco (storicamente colore dominante della divisa da trasferta), l'oro e il magenta. 
I colori richiamano la blasonatura del comune di Seregno.
(Dallo Stemmario del XVII secolo di Marco Cremosano)

### Stemma
Lo stemma del Seregno FBC dalla rifondazione del 2024 statuisce i colori sociali ed è costituito da uno scudo centrale azzurro decorato dal monogramma storico SFBC, a rievocare lo stendardo di fondazione del club brianzolo realizzato nel 1913. A contornare lo scudo centrale, una fascia d'oro cinta d'azzurro con inscritto il drago fiammeggiante a onorare la simbologia dell'Associazione Sportiva Dilettantistica FBC Seregno, che durante la stagione sportiva 2023-2024 ha garantito la continuità del Settore Giovanile dopo lo scioglimento della precedente società. Il drago si presenta in forma di uroboro a richiamare i concetti di rinnovamento, ciclicità e unità.
Il Seregno FBC si presenta inoltre occasionalmente con il più minimale logo secondario, costituito dal solo monogramma storico SFBC a sé stante o racchiuso in scudo.

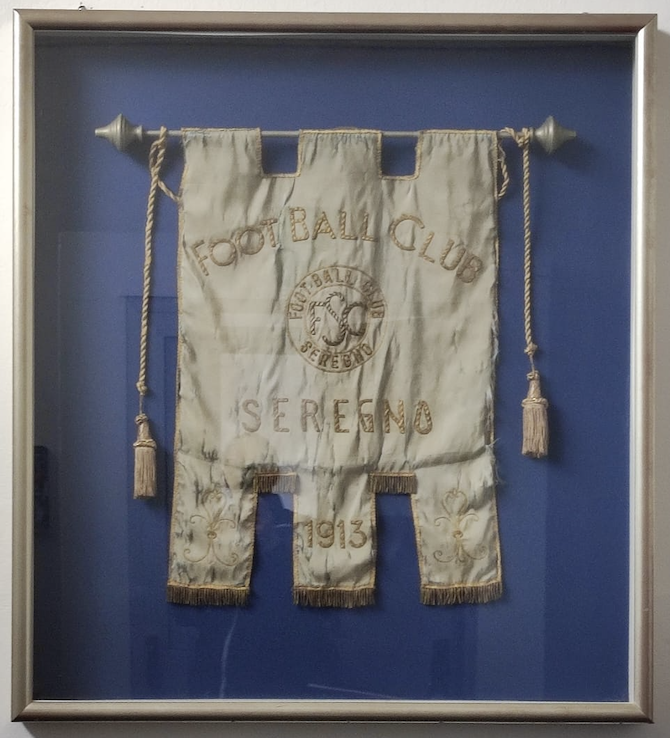
Stendardo di fondazione del Seregno Foot-Ball Club databile al 1913
Stemma dai primi del Novecento fino al 2023

## Strutture

### Lo Stadio Ferruccio
Il Seregno gioca le sue partite casalinghe presso lo Stadio Ferruccio. Lo stadio venne costruito nel 1934 su commissione dell'imprenditore e presidente del Seregno Umberto Trabattoni, in memoria del figlio Ferruccio morto a seguito d'un incidente all'età di 7 anni.

## Società

### Organigramma societario
- Alfredo Varini - Presidente
- Leonardo Sabìa - Consigliere
- Claudio Pozzi - Consigliere e responsabile Attività Agonistica
- Antonio Santorelli - Responsabile Attività di Base
- Armando Spinelli - Coordinatore Attività Agonistica
- Roberto Fumagalli - Coordinatore Attività di Base
- Alessandro Abdalla - Direttore Sportivo
- Luigi Gennarelli - Responsabile Juniores
- Alessandro Porro - Responsabile amministrativo
- Virginia De Simio - Segretaria sportiva

## Palmarès

### Competizioni interregionali
- Serie C: 1

1949-1950 (girone A)
- Serie D: 2

1968-1969 (girone B), 2020-2021 (girone B)

### Competizioni regionali
- Eccellenza: 2

1999-2000 (girone A), 2009-2010 (girone A)
- Promozione: 1

1955-1956 (girone B)
- Prima Categoria: 1

1966-1967 (girone B)
- Campionato italiano di terza divisione: 1

1926-1927 (girone C)
- Coppa Italia Dilettanti Lombardia: 1

2009-2010

## Statistiche e record

### Partecipazioni ai campionati
| Livello | Categoria                                     | Partecipazioni | Debutto   | Ultima stagione | Totale |
| ------- | --------------------------------------------- | -------------- | --------- | --------------- | ------ |
| 2º      | Serie B                                       | 8              | 1933-1934 | 1950-1951       | 8      |
| 3º      | Prima Divisione                               | 5              | 1928-1929 | 1932-1933       | 23     |
| 3º      | Serie C                                       | 18             | 1935-1936 | 2021-2022       | 23     |
| 4º      | IV Serie                                      | 2              | 1952-1953 | 1956-1957       | 22     |
| 4º      | Campionato Interregionale                     | 1              | 1958-1959 | 1958-1959       | 22     |
| 4º      | Serie D                                       | 15             | 1959-1960 | 2022-2023       | 22     |
| 4º      | Serie C2                                      | 4              | 1978-1979 | 1981-1982       | 22     |
| 5º      | Campionato Interregionale - Seconda Categoria | 1              | 1957-1958 | 1957-1958       | 25     |
| 5º      | Campionato Interregionale                     | 10             | 1982-1983 | 1991-1992       | 25     |
| 5º      | Campionato Nazionale Dilettanti               | 3              | 1992-1993 | 1994-1995       | 25     |
| 5º      | Serie D                                       | 11             | 2000-2001 | 2013-2014       | 25     |